# Acanthiza ewingii
Acanthiza ewingii е вид птица от семейство Acanthizidae. Видът е незастрашен от изчезване.

## Разпространение
Разпространен е в Австралия.